# دونگ چنگ
دونگ چنگ (انگلیسی: Dong Cheng؛ زادهٔ ۱۴ اوت ۱۹۸۶) بوکسور زن اهل چین است.
وی در مسابقات کشوری و بین‌المللی در مجموع برندهٔ ۳ مدال طلا، ۳ مدال نقره، ۳ مدال برنز شده‌است.